# Lilla
Lilla – imię żeńskie, które pochodzi od łacińskiego wyrazu lilium - "lilia". Spopularyzował je Juliusz Słowacki w Lilli Wenedzie.
Lilla imieniny obchodzi: 30 kwietnia i 27 lipca.
Znane osoby noszące imię Lilla:
- Lilla Cabot Perry – amerykańska malarka impresjonistyczna